# Du'ernes bedste
Du'ernes bedste er navnet på Shu-bi-duas opsamlingsalbum, som udkom på LP i 1981.

## Spor
| #   | Titel                    | Længde |
| --- | ------------------------ | ------ |
| 1.  | "Danmark"                |        |
| 2.  | "Sommergryder"           |        |
| 3.  | "Hvalborg"               |        |
| 4.  | "En rocksangers farvel"  |        |
| 5.  | "Ål i rejer"             |        |
| 6.  | "Stærk tobak"            |        |
| 7.  | "Knald i låget"          |        |
| 8.  | "Vuffeli-vov"            |        |
| 9.  | "Phil & Delphia"         |        |
| 10. | "Ærmelunden"             |        |
| 11. | "McArine"                |        |
| 12. | "Melankolini"            |        |
| 13. | "Bageren og servitricen" |        |
| 14. | "Basuner og engle"       |        |